# Dul (gereedschap)

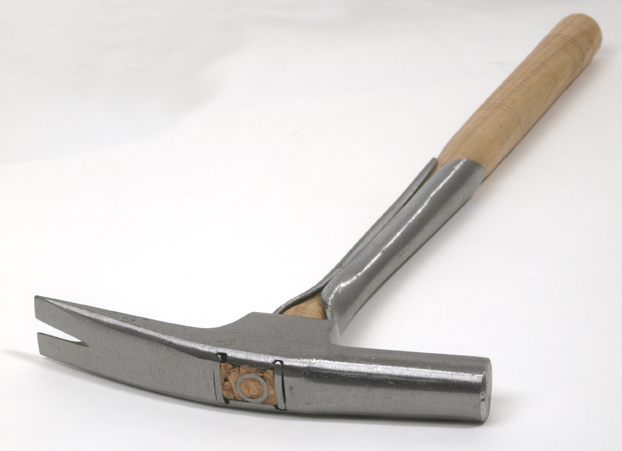

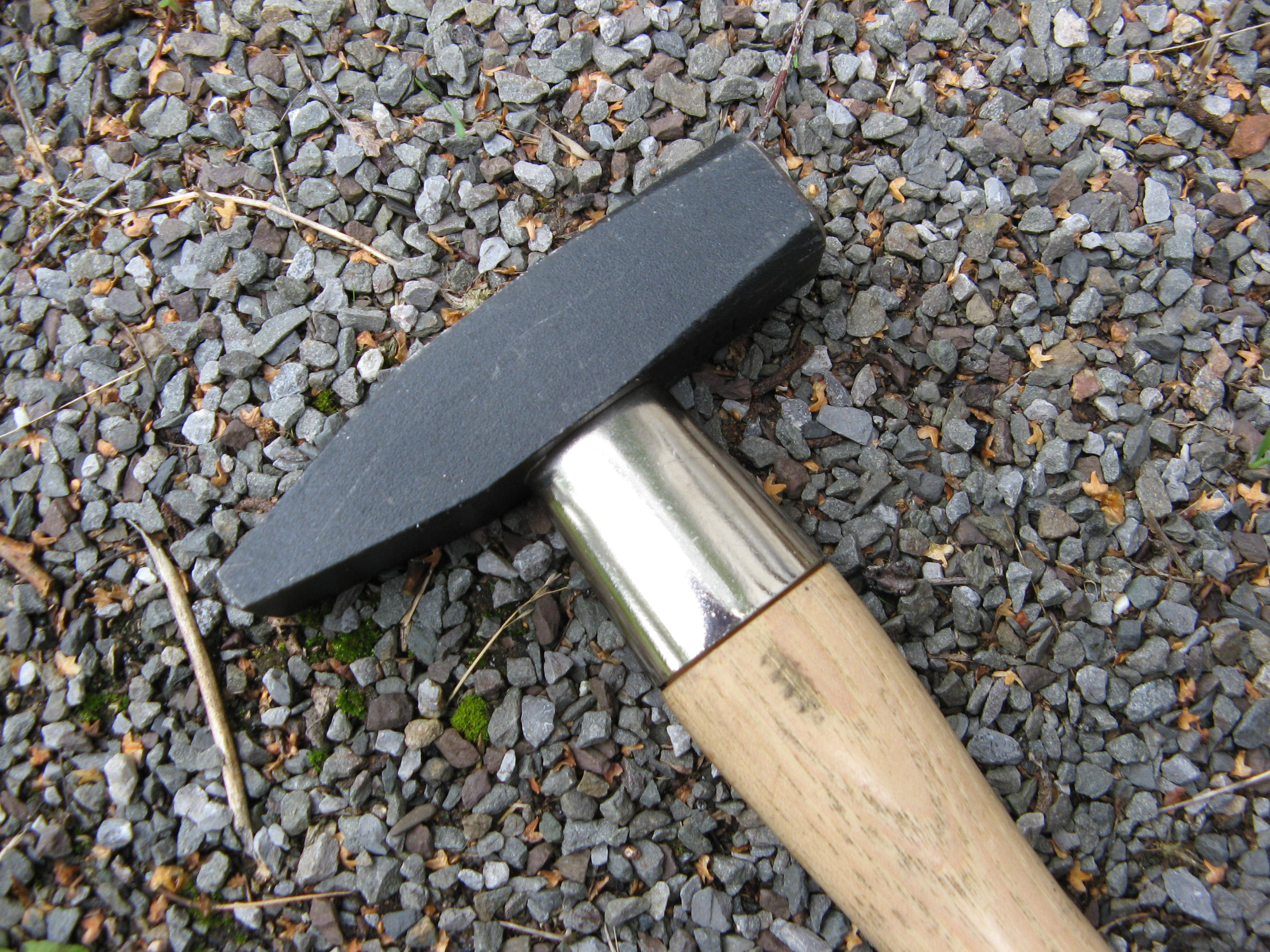

Een dul is het stalen onderdeel van de houten steel van een stuk handgereedschap. Er zijn verschillende manieren van bevestigen. De functie is het vastzetten van die steel in het staal en bij bepaalde stukken gereedschap ook het voorkomen van beschadiging. De dul om een hamersteel loopt bijvoorbeeld door tot in de kop en beschermt de steel als naast de spijker wordt geslagen.
Bij handgereedschap als een schop of spade bepaalt de zogenaamde 'dulstand', dit is de stand van de dul ten opzichte van de steel, of het gereedschap geschikt is om te steken of te scheppen.